# Yakhouba Diawara
Yakhouba Diawara (Paris, 29 de agosto de 1982) é um basquetebolista profissional francês que atualmente joga no CSP Limoges na Ligue Nationale de Basket. O jogador, que tem 2,01m de altura e pesa 102kg, atua como armador e ala-armador.